# ユージーン・スレッジ
ユージーン・ボンデュラント・スレッジ（英語: Eugene Bondurant Sledge、別表記ユージン・スレッジ、1923年11月4日 - 2001年3月3日）は、アメリカ合衆国の軍人（海兵隊員）、生物学者、作家。
第二次世界大戦での自身の戦争体験を綴り1981年に出版した著書『 ペリリュー・沖縄戦記』は、2007年米PBS制作のドキュメンタリー番組『 The War 』（プロデューサー: ケン・バーンズ）の資料に、また2010年に日米で放映されたHBO制作のドラマ『ザ・パシフィック』では原作のひとつとなった。この『ザ・パシフィック』では、ジョゼフ・マゼロがスレッジ役を演じた。

## 生い立ち

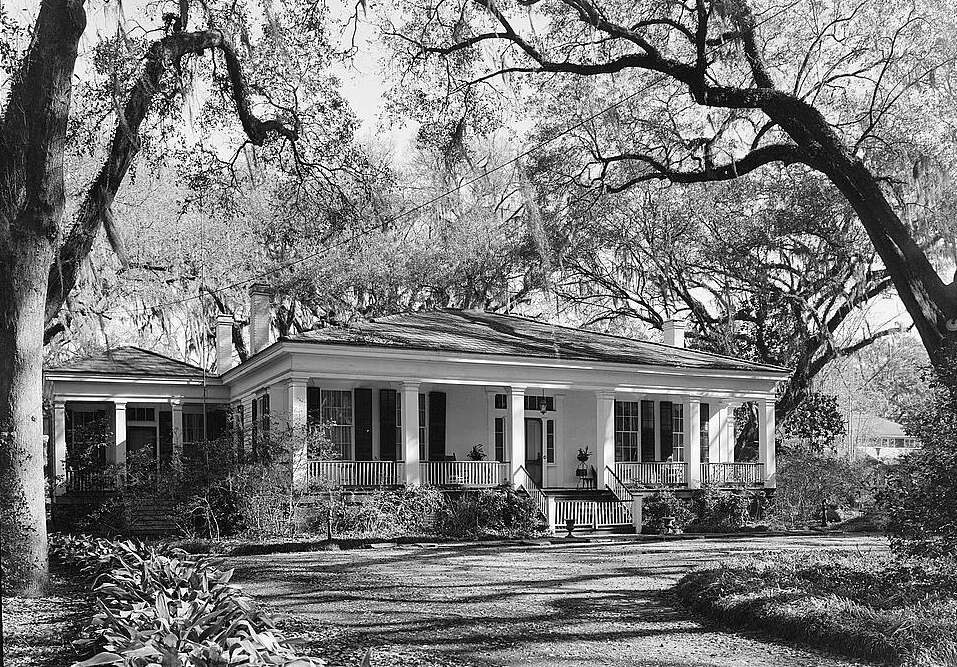
スレッジの生まれ育ったジョージア・コテージ。（1963年撮影）

1923年11月4日、アラバマ州モービルにあるジョージア・コテージと呼ばれた家で生まれ育った。母方の曾祖父は南北戦争での南軍の士官である。小さな頃は本が好きな病弱な子供だったが、医師である父エドワード・スレッジは屋外に慣れさせようとして釣りや狩りを教え、やがてスレッジは屋外で遊ぶことが好きになり、親友シドニー・フィリップスと一緒によく森に出かけていた。
1941年12月7日の真珠湾攻撃の報をカーラジオで聞いた18歳のスレッジは、親友フィリップスと共に海兵隊に入隊することを望んだが、フィリップスによるとスレッジはリウマチ熱の為まだ高校を卒業できていなかった。またリウマチ熱による心雑音があったのでそのときは入隊できず、結局フィリップスは一人で新兵募集に志願した。スレッジはモービルにあるマーフィー高校を1942年5月に卒業、その年の秋にアラバマ州マリオン軍人養成大学に入学した。

## 軍歴
マリオン軍人養成大学に入学したスレッジであったが、このまま卒業を待っていては従軍の機会を逃すと思い、1942年12月海兵隊に志願することを選択した。V-12 士官訓練課程に配属されジョージア工科大学に行かせられたスレッジらはそこでわざと「落第」（退学）して志願兵となる機会を得、「戦争に行きそびれる」ということはなくなった。一旦は下士官として配属された大学を退学したスレッジは、結果として海兵隊第1師団 第5海兵連隊 第3大隊K中隊（キング・カンパニー）に迫撃砲隊の1等兵として配属され、1944年9月のペリリューの戦いや1945年春の沖縄戦に参戦した。迫撃砲兵ではあったが、戦闘が迫撃砲の射程には近すぎる距離まで迫ったときは担架担ぎをしたり、ライフル射で応戦したりもしたこともあった。
スレッジは戦場に携行したポケットサイズの新約聖書の中に日々の出来事を書き留めたメモを残しており、戦争が終わった後執筆した『ペリリュー・沖縄戦記』はこのメモ書きを基にして書かれた。占領任務のため北京に赴任した後、1946年2月に海兵隊を除隊した。最終階級は伍長であった。

## 除隊後
戦後、スレッジはオーバーン大学（当時の名称はアラバマ工科大学）に入学した。在学中は学生クラブ「ファイ・デルタ・シータ」のメンバーでもあった。1949年の夏に理学士（Bachelor of Science）の学位を取得し卒業した。だがスレッジも他の多くの退役軍人と同様、なかなか市民生活に適応できずにおり、当時の思いを次の様に書き残している。「モービルの街中をぶらぶら歩いていても、市民生活というやつはとても奇妙なものに見えた。」「みな一見してさして重要でない事のために気ぜわしく走り回っているように見えた。戦争の恐ろしさから無縁でいられることがいかに恵まれたことか、分かっている人はほとんどいない。そういう人たちにとって、退役軍人は退役軍人でしかない。最悪の戦場をくぐり抜けた男も、軍服を着ながらタイプライターを叩いていた男も、皆同じなのだ。」　
かつて熱中した狩りもやらなくなった。鳥が傷ついたと思うこと自体に耐えられなくなっていた。森のシカを撃つのも牧草地の牛を撃つような気持ちになると述べている。ハト狩りで傷ついたハトを殺したスレッジは涙を流して父に「これ以上苦しむのを見ていられなかった」と言った。見かねた父エドワードは狩りのかわりに趣味としてバードウォッチングをしてみてはどうかと勧め、これがスレッジの後の職業および人生の転換点となった。スレッジは自然保護局の仕事の手伝いを初め、次第に学問の道に興味がわき、これがスレッジの鳥類学への熱意の原点ともなった。
スレッジがオーバーン大学に入学した時、大学受付にいた事務職員が海兵隊で何か為になることを学んだかと尋ね、スレッジはこう答えた。「命がけの戦争だったんです。海兵隊は私に如何に日本人（ジャップ）を殺すか、如何に生き残るかを教えました。もしこれが学業の道にそぐわないとしたら、すみませんとしか言いようがありません。でも誰かがこの命がけのことをやらなくてはいけなかったのでは？私の戦友はほとんど皆大怪我を負うか、戦死しました。」スレッジはペリリューや沖縄戦のフラッシュバックに苦しめられていたが、学問に救いを見出した。自然の研究を一貫して続けることで狂気から遠ざかることができた。だが戦争のことが頭から離れたわけではなかった。そんなとき、妻の後押しもあって自分の思いを原稿用紙の上に書き留めるようになり、ついには戦争の恐怖と決別することができた。その後1953年にオーバーン大学に戻り、研究助手として働き、1955年に植物学の理学修士号を取得し卒業した。

### 晩年
スレッジは1956年から1960年までフロリダ大学で研究助手として働いた。蠕虫学 (Helminthology) について多数の論文を残し、1956年ワシントン蠕虫学会に入会している。1960年、フロリダ大学で生物学の博士号を取得した。また1959年から1962年まではフロリダ州政府農業部の植物産業局に勤務した。
1962年の夏、スレッジはアラバマ大学で生物学の助教授に就任し、1970年教授に昇進している。1990年に引退するまで教授職を務め続け動物学、鳥類学、脊椎動物比較解剖学などを担当した。郊外への調査旅行や野外採集活動をして生徒に人気があったという。晩年胃がんを患い、長い闘病生活の末2001年3月3日他界した。

## 著作

### 『With the Old Breed （ペリリュー・沖縄戦記）』
1981年、スレッジは第二次世界大戦（太平洋戦争）中の海兵隊時代の回顧録『With the Old Breed: At Peleliu and Okinawa（日本語訳『ペリリュー・沖縄戦記』、2008年、講談社学術文庫）』を出版した。この本は1990年にポール・ファッセルの序言を、また2007年にはヴィクター・デイヴィスハンセンの序言を付して再版された。1992年には、ドキュメンタリー番組『Peleliu 1944: Horror in the Pacific』でスレッジが取り上げられた。2007年4月、バンド・オブ・ブラザースの制作陣がスレッジの『ペリリュー・沖縄戦記』とロバート・レッキーの著作『Helmet for My Pillow』を原作としてテレビドラマ『ザ・パシフィック』を制作することが発表された。

### 『China Marine』
2作目の回顧録『China Marine: An Infantryman's Life after World War II』は、スレッジ死後の2002年5月10日に米歴史家スティーヴン・アンブローズの巻頭言を添えてハードカバー版でアラバマ大学出版局から刊行された。初版の書名はサブタイトル無しの『China Marine（チャイナ・マリーン、中国の海兵隊）』であった。2003年にオックスフォード大学出版局からサブタイトル『An Infantryman's Life after World War II （第二次世界大戦後のある歩兵の生活）』をつけてペーパーバック版が出版された。この本では、スレッジが太平洋戦争後に赴任した中国北京での占領任務生活、モービルに帰郷し、戦争の心的外傷から立ち直るまでの経緯などが綴られている。